# Suicide Squad XXX: An Axel Braun Parody
Suicide Squad XXX: An Axel Braun Parody è una parodia pornografica americana diretta dal regista italiano Axel Braun del film comico Suicide Squad.

## Trama
I funzionari governativi sono stati incaricati di svolgere un duro lavoro e ciò comporta grandi pericoli che non vogliono assumersi. Per tale ragione, l'ufficiale dell'intelligence Amanda Waller decide di riunire una squadra di cinque supercriminali per portarlo a termine.
Il loro compito è trovare un detenuto conosciuto solo come "Detenuto Zero" che vive nell'Arkham Asylum. Del gruppo guidato da Katana fanno parte i personaggi Deadshot, Killer Frost, Capitan Boomerang e Harley Quinn. Una volta all'Arkham Asylum, la squadra tenta di trovare il cosiddetto "Detenuto Zero". Tuttavia, si scopre che il detenuto Zero è il famigerato Joker. Ora diventa ancora più importante per la squadra completare la missione. Soprattutto quando una persona tradisce la squadra per ordine di un ufficiale dei servizi segreti.

## Produzione e accoglienza
È il quarto film della serie Wicked Comix del regista Axel Braun. Kleio Valentien riprende il ruolo di Harley Quinn, in cui era apparsa per la prima volta in Batman V. Superman XXX: An Axel Braun Parody. Per la sua interpretazione Kleio Valentien  ha ottenuto l'AVN Awards e l'XRCO Awards come miglior attrice.  Il film ha ottenuto anche il riconoscimento AVN come miglior parodia e miglior film dell'anno, impresa riuscita ad Axel Braun per la terza volta consecutivamente.

## Riconoscimenti
AVN Awards
- 2017 – Best Actress a Kleio Valentien[3]
- 2017 - Best Parody[4]
- 2017 - Best Non-Sex Performance a Nyomi Banxxx[5]
- 2017 - Movie of the Year[6]
- 2017 – Best Three-Way Sex Scene - B/B/G a  Kleio Valentien,Tommy Pistol e Charles Dera[3]
- 2017 - Best Art Direction a Axel Braun[7]
- 2017 - Best Director Parody a Axel Braun[8]
- 2017 - Best Makeup[9]
- 2017 - Best Screenplay - Parody a Axel Braun[10]

XBIZ Awards
- 2017 - Parody Release of the Year[8]
- 2017 - Best Actor - Parody Release a Tommy Pistol[11]
- 2017 - Director Of The Year - Parody a Axel Braun[12]

XRCO Award
- 2017 - Best Parody[13]
- 2017 - Best Actress a Kleio Valentien[14]
- 2017 - Best Actor  a Tommy Pistol[15]

NightMoves Award
- 2016 - First Choice Awards[16]
- 2017 - Best Parody (Fan Award)[17]